# 施泰莱
施泰莱是德国石勒苏益格－荷尔斯泰因州的一个市镇。总面积21.39平方公里，总人口947人，其中男性462人，女性485人（2011年12月31日），人口密度44人/平方公里。